# Wladimir Petrowitsch Samanski
Wladimir Petrowitsch Samanski (russisch Владимир Петрович Заманский oder Wladimir Zamanski; * 6. Februar 1926 in Krementschuk, Ukrainische SSR, Sowjetunion) ist ein sowjetisch-russischer Film- und Theaterschauspieler, Volkskünstler der RSFSR (1988); Ehrenbürger von Murom (2013); und ein Träger des Ordens des Vaterländischen Krieges, 2. Klasse.

## Biografie
Als Junge wuchs Samansky ohne Vater auf, und als die Deutschen 1941 nach Krementschuk kamen, blieb er ohne Mutter. Er täuschte die Kommission und erhöhte sein Alter, trat der russischen Armee bei und meldete sich freiwillig an die Front. Im Winter 1942 wurde er Student des Taschkent Polytechnic, Communications, und 1943 wurde er in die Rote Armee eingezogen. Er kämpfte ab Mai 1944 und rettete einmal seinen Kommandanten vor ihrem brennenden M10 Wolverine. Im Juni 1944 diente er als Funker im 1223 selbstfahrenden Artillerie-Regiment der 3. belarussischen Front während eines Durchbruchs in der Nähe von Orscha. Als Teil des Regiments mit einer kurzen Pause wegen Verletzung diente er bis Kriegsende. Nach dem Krieg diente er als Teil einer Militäreinheit Nr. 74256 in der Nordgruppe der Streitkräfte (Polen) weiterhin in der sowjetischen Armee.
1950 wurde er wegen Beteiligung an der Prügelstrafe gegen einen Zugführer vom Militärgericht zu neun Jahren Haft gemäß Artikel 193-B des Strafgesetzbuchs der RSFSR verurteilt. Unter anderem arbeitete er auf Baustellen in Charkiw, Moskauer Universitätsgebäude. Für lebensbedrohliche Operationen in großer Höhe wurde seine Haftstrafe verkürzt. Er wurde 1954 freigelassen. Nach der Amnestie für die Zulassung zur Theaterschule.
1958 absolvierte er die Moskauer Kunsttheaterschule (Kurs von Georgy Gerassimow). Von 1958 bis 1966 war er Schauspieler am Moskauer Sovremennik Theater. Von 1972 bis 1980 war er Theaterschauspieler im Theaterstudio und seit 1992 am Theater Yermolova.
Sein Filmdebüt gab er 1959. Er spielte mehr als achtzig Rollen in Filmen, Fernsehspielen und Serien – hauptsächlich Militär-, Partei- und Industriearbeiter. Eine der besten Rollen von Zamansky ist Alexander Lazarev in dem Militärdrama von Alexei German Straßenkontrolle (1971). Zu Beginn des Zweiten Weltkriegs wurde er von den Deutschen gefangen genommen, wurde Kollaborateur und trat dann an die Seite der Partisanen. Für diese Rolle wurde Vladimir Zamansky 1988 mit dem Staatspreis der UdSSR und im selben Jahr mit dem Titel des Volkskünstler der RSFSR ausgezeichnet.
Er ist mit der Schauspielerin Natalja Klimowa (* 1938) verheiratet. 1998 ging Vladimir Zamansky in den Ruhestand und er und seine Frau ließen sich in Murom nieder, wo sie derzeit leben.
Am 20. Juli 2009 wurde Vladimir Samanski der Orden der Ehre verliehen.

## Filmografie
- 1960: Ein Wiegenlied (Kolybelnaja)
- 1961: Die Straßenwalze und die Geige (Katok i skripka)
- 1962: Bei den sieben Winden  (Na semi wetrach)
- 1963: Helden der Tscheka (Sotrudnik Tscheka)
- 1965: Brücke im Bau (Stroitsja most)
- 1969: Der Tod des Wesir-Muchtar (Smert Wasir-Muchtara)
- 1970: Befreiung (Oswoboschdenije)
- 1970: Der Flug (Beg)
- 1971: Straßenkontrolle (Prowerka na dorogach)
- 1971: Solaris (Soljaris)
- 1975: Front ohne Flanken (Front bes flangow)
- 1976: Zwei Kapitäne (Dwa kapitana)
- 1977: Absprung in Planquadrat 4 (W sone ossobogo wnimanija)
- 1979: Allegro Con Brio
- 1979: Stalker (Stalker)
- 1979: Zigeuner (Zygan)
- 1980: Menschen im Ozean (Ljudi w okeane)
- 1980: Schießen Sie nicht auf weiße Schwäne (Ne streljajte w belych lebedei)
- 1987: … und morgen war Krieg (Sawtra byla woina)
- 1987: Gramvolle Gefühllosigkeit (Skorbnoje bestschuwstwije)
- 1988: Tage der Finsternis (Dni satmenija)
- 1990: 100 Tage vor dem Befehl (Sto dnei do Prikasa)

## Auszeichnungen (Auswahl)
- Tapferkeitsmedaille (1945)
- Medaille „Sieg über Deutschland“
- Medaille „Für die Einnahme Königsbergs“
- Orden des Vaterländischen Krieges II. Klasse[5] (1985)
- Volkskünstler der RSFSR (1988)
- Orden der Ehre (2009)